# Cool
Cool (von englisch cool ‚kühl, kalt‘; Substantiv: Coolness) ist ein im Deutschen ursprünglich jugendsprachlicher Anglizismus, der in die Umgangssprache eingegangen ist.

## Entwicklung

### Englischsprachiger Raum
Im Englischen hat das Wort cool spätestens seit Beginn des 18. Jahrhunderts eine metaphorische Übertragung von der Beschreibung eines Temperaturzustandes zu einer charakterlichen Eigenschaft erfahren.
Gegenwärtig wird der Begriff Coolness im Englischen für eine allgemein bewundernswerte Ästhetik der Einstellung, des Verhaltens, des Auftretens, des Aussehens oder Stils verwendet. Es gibt kein einheitliches Konzept von Coolness, ein beständiger Aspekt ist jedoch, dass Coolness weithin als wünschenswert angesehen wird.

### Übernahme ins Deutsche
Abgesehen vom Cool Jazz, wird das Wort cool vor den 1980er Jahren in deutschen Wörterbüchern kaum aufgeführt. Ausführlich wird es erstmals 1983 im Illustrierten Lexikon der Deutschen Umgangssprache gelistet. Hier wird es sowohl als Synonym zu „schwungvoll“ als auch zu „gelassen“ und „energielos“ beschrieben.
Ab Beginn der 1990er steigt das Wort cool immens in seiner Popularität, so ist es immer stärker in deutschsprachigen Wörterbüchern vertreten, wurde laut Trendforscher Matthias Horx zum meistbenutzten Adjektiv des Jahrzehnts und wurde zu einem der beliebtesten Komplimente.
Durch die steigende Popularität erfuhr der Begriff eine Bedeutungserweiterung, die sich von der psychologischen Haltung zunehmend weg entwickelte.

## Wortbedeutung
Der Begriff wird einerseits zur saloppen Bezeichnung einer besonders gelassenen oder lässigen, nonchalanten, kühlen, souveränen, kontrollierten und nicht nervösen Geisteshaltung oder Stimmung genutzt (vergleiche: Kühl bleiben, kühler Kopf im Sinne von „ruhig bleiben“). Andererseits ist cool als jugendsprachliches Wort zur Kennzeichnung von als besonders positiv empfundenen, den Idealvorstellungen entsprechenden Sachverhalten (ähnlich wie „geil“) gebräuchlich im Sinne von „schön“, „gut“, „angenehm“ oder „erfreulich“. Je nach Milieu und Altersstufe ist der Begriff extrem vielseitig einsetzbar.
Für Coolness gibt es im Deutschen eine Anzahl von Synonyma und ähnlichen Begriffen: Abgeklärtheit, Beherrschung, Besonnenheit (Sophrosyne), Contenance, Dickfelligkeit, Entspanntheit, Fassung, Gelassenheit, Gemessenheit, Geduld, Gefasstheit, Gemütsruhe, Gleichgewicht, Gleichmut, Kaltblütigkeit, Kühle, Langmut, Lässigkeit, Muße, Natürlichkeit, Nüchternheit, Ruhe, Seelenruhe, Selbstbeherrschung, Sprezzatura, Stoizismus, Überlegenheit, Unbekümmertheit, Ungeniertheit, Ungezwungenheit, Umsicht, Zurückhaltung, Zwanglosigkeit.
Laut dem Journal of Experimental Psychology gelten Menschen dann als cool, wenn sie als extrovertiert, hedonistisch, abenteuerlustig, offen und autonom wahrgenommen werden. Die Zuschreibung dieser Eigenschaften kann gewissermaßen als interkulturell verankert gesehen werden.

### Englisch
- Thomas Frank: The Conquest of Cool. Business Culture, Counterculture, and the Rise of Hip Consumerism. University of Chicago Press, Chicago 1998, ISBN 978-0-226-26012-9.
- Alan Liu: The laws of cool: knowledge work and the culture of information. University of Chicago Press, Chicago 2004, ISBN 0-226-48700-8.

### Deutsch
- Ulf Poschardt: Cool. Rowohlt Taschenbuch Verlag, Reinbek bei Hamburg 2002, ISBN 3-499-61324-7.
- Tom Holert: Cool. In: Ulrich Bröckling, Susanne Krasmann, Thomas Lemke (Hrsg.): Glossar der Gegenwart (= Edition Suhrkamp 2381). Suhrkamp, Frankfurt am Main 2004, ISBN 3-518-12381-5, S. 42–48.
- Andreas Urs Sommer: Coolness. Zur Geschichte der Distanz. In: Ulrich Raulff, Stephan Schlak (Hrsg.): Alte Hüte. Entfremdung, Coolness, Untergrund (= Zeitschrift für Ideengeschichte. Jg. 1, Heft 1,2007). Beck, München 2007, ISBN 978-3-406-55940-2, S. 30–44.
- Andreas Bernard, Diana Weis (Hrsg.): Cool aussehen: Mode & Jugendkulturen. Archiv der Jugendkulturen, Berlin 2012, ISBN 978-3-943774-00-9.
- Simone Dettelbacher: Coolness. Facts, Functions, Fictions Konzeption, mediale Manifestation und Wandel des kulturellen Phänomens der Coolness. 1. Auflage. München 2018, ISBN 978-3-668-78353-9.